# Alpheopsis cortesiana
Alpheopsis cortesiana is een garnalensoort uit de familie van de Alpheidae. De wetenschappelijke naam van de soort is voor het eerst geldig gepubliceerd in 1986 door Wicksten & Hendrickx.